# Захарченко Віктор Гаврилович
Ві́ктор Гаври́лович Заха́рченко (нар. 22 березня 1938, Дядьківський, Корєновський район, Краснодарський край, РРФСР) — радянський та російський фольклорист українського походження, громадський діяч, дослідник народної пісні, професор та хоровий диригент. Народний артист Росії. Заслужений працівник освіти України, Заслужений артист України (1994; позбавлений звання в 2024), Народний артист РРФСР (1984). Художній керівник Кубанського козачого хору. Член Ради при Президенті Російської Федерації з культури й мистецтва.

## Життєпис
Народився в станиці Дядьківський Корєновского району Краснодарського краю. Українець. Під час навчання в консерваторії працював головним хормейстером ГАСРНХ (1964—1974). З 1974 року — художній керівник Державного академічного Кубанського козачого хору. У Союз композиторів СРСР був прийнятий як музикознавець і фольклорист.

## Громадянська позиція
У березні 2014 року підписав листа на підтримку політики президента Росії Володимира Путіна щодо російської військової інтервенції в Україну.

## Нагороди

### Державні нагороди Росії та СРСР
- орден «За заслуги перед Вітчизною» IV ступеня (15 січня 2004) — за великі заслуги в розвитку і збереженні народної музичної культури
- орден Дружби (18 листопада 1998) — за заслуги в галузі музичного мистецтва і багаторічну плідну роботу
- орден Трудового Червоного Прапора
- орден «Знак Пошани»
- ювілейна медаль «60 років Перемоги у Великій вітчизняній війні 1941—1945 років» — за активну участь у патріотичному вихованні громадян і великий внесок у підготовку і проведення ювілею Перемоги
- медаль «За доблесну працю. В ознаменування 100-річчя від дня народження Володимира Ілліча Леніна»
- Державна премія РРФСР в області народної художньої творчості (1991) — за концертні програми останніх років
- народний артист Росії
- заслужений діяч мистецтв Російської Федерації
- Почесна грамота Державної Думи Федеральних Зборів Російської Федерації

### Регіональні нагороди
- медаль «Герой праці Кубані» (Краснодарський край)
- медаль «За внесок у розвиток Кубані — 60 років Краснодарському краю» I ступеня (Краснодарський край)
- медаль «Слава Адигеї» (Адигея)[2]
- медаль «За заслуги перед Ставропольським краєм» (Ставропольський край)
- заслужений діяч мистецтв Республіки Адигея

### Іноземні нагороди
- медаль «60 років звільнення Республіки Білорусь від німецько-фашистських загарбників» (Білорусь)
- медаль «100-річчя з дня визволення від Османського ярма» (Болгарія)
- орден Дружби (В'єтнам)
- орден «За заслуги» III ступеня (4 квітня 2008) — за значний особистий внесок у збереження та популяризацію української пісенної спадщини, зміцнення українсько-російських культурних зв'язків
- народний артист України (22 червня 1994) — за значний особистий внесок у збагачення культурного та художньої спадщини народу України, високу виконавську та професійну майстерність
- Почесна грамота Кабінету Міністрів України (11 квітня 2003) — за великий особистий внесок у розвиток вітчизняного музичного мистецтва і в зв'язку з 65-річчям від дня народження

### Відомчі нагороди
- Знак «За вірність обов'язку» (МВС Росії)
- Грамота управління ФСБ Росії по Краснодарському краю
- Почесна грамота Міністерства культури РРФСР і ЦК профспілки працівників культури

### Церковні нагороди
- орден преподобного Сергія Радонезького III ступеня (РПЦ)
- орден Святого Благовірного князя Данила Московського III ступеня (РПЦ)[2]

22 листопада 2024 року позбавлений державних нагород України та інших форм відзначення згідно Указу Президента. 